# Puerta de San Andrés
La puerta de San Andrés es una puerta monumental de la ciudad española de Segovia, catalogada como Bien de Interés Cultural.

## Descripción

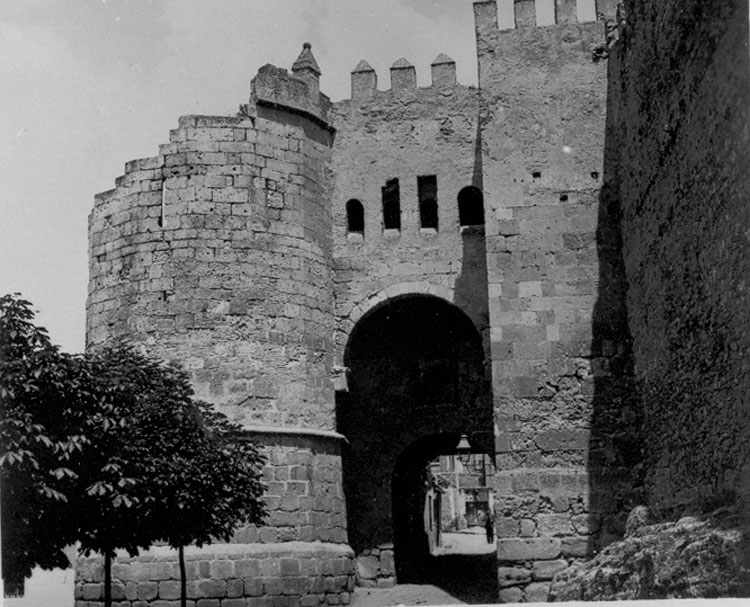
Fotografía antigua de la puerta, con la torre poligonal semiderruida.

Se ubica en la ciudad de Segovia, en Castilla y León. La puerta, que también ha sido conocida con los nombres «puerta de la Judería» y «puerta del Socorro», se encuentra en el lado sur de la muralla. Cuenta con dos torres, una cuadrada y otra poligonal, arco peraltado, galería de irregulares ventanas, saeteras en cruz, cornisas de bolas, almenas piramidales y escudos heráldicos. Tiene una situación estratégica que domina el valle del Clamores. Se ha especulado con que su construcción pudiera haber corrido al cargo del maestro cantero Juan Guas.
Hacia finales del siglo XIX la torre de planta poligonal estaba muy deteriorada, sin embargo en siglos posteriores sería restaurada para recuperar su aspecto original.
El 3 de junio de 1931 fue declarada «Monumento Histórico-Artístico», mediante un decreto publicado en la Gaceta de Madrid, firmado por el presidente del Gobierno provisional de la República, Niceto Alcalá-Zamora, y el ministro de Instrucción Pública y Bellas Artes, Marcelino Domingo. En la actualidad está catalogada como Bien de Interés Cultural.